# باج‌بگیر
باج‌بگیر (انگلیسی: Bailed Up) یا به تعبیر دیگر باج‌خواه، عنوان یک نقاشی مشهور رنگ روغن از نقاش استرالیایی مکتب هایدلبرگ، تام رابرتز است که در سال ۱۸۹۵ طراحی گردید. این نقاشی نشانگر یک دلیجان سفری است که خارج از جادهٔ اصلی و توسط عده‌ای جنگل‌نشین برای گرفتن باج، محاصره گردیده‌است. این نقاشی امروزه بخشی از مجموعه آثار نگارخانه نیو ساوت ولز می‌باشد.